# Габон на Летњим олимпијским играма 2024.
Габон је учествовао на Летњим олимпијским играма 2024. у Паризу од 26. јула до 11. августа 2024. То је био дванаести наступ нације од дебија 1972. године, са два изузетка: бојкотом под водством Конга 1976. и бојкотом под водством САД- а 1980. године . 
Габон није успео да освоји своју олимпијску медаљу трећи пут узастопно након узастопних лоших наступа 2016. и 2020. године . 

## Учесници по спортовима
| Спорт    | Мушкарци | Жене | Укупно |
| -------- | -------- | ---- | ------ |
| Атлетика | 1        | 0    | 1      |
| Пливање  | 1        | 1    | 2      |
| Теквондо | 0        | 1    | 1      |
| Џудо     | 0        | 1    | 1      |
| 4 спорта | 2        | 3    | 5      |